# Альфа Южной Гидры
Альфа Южной Гидры (α Hyi, α Hydri) — вторая по яркости звезда в южном околополярном созвездии Южной Гидры. Видимая звёздная величина +2.9 (видна невооружённым глазом). Иногда можно встретить её неофициальное название Голова Гидры. Не следует путать с Альфой Гидры (Альфард) из созвездия Гидры. Альфа Южной Гидры — одна из трёх звёзд в созвездии Южной Гидры, которые ярче четвёртой видимой звёздной величины. Эти звёзды легко обнаружить, так как они находятся южнее и западнее очень яркого Ахернара из созвездия Эридана.
На основании измерений параллакса, проведённых миссией Hipparcos, Альфа Южной Гидры находится на расстоянии 71,8 светового года (22,0 парсек) от Земли. Этот субгигант на 80 % больше и в два раза массивнее Солнца; спектральный класс F0 IV соответствует жёлто-белому оттенку. Возраст звезды примерно 810 млн лет и она излучает в 32 раза больше Солнца при эффективной температуре 7,077 K в её верхней атмосфере. Альфа Южной Гидры испускает рентгеновские лучи подобно Альтаиру.

## Названия
Из-за отличий в названиях и составе созвездий у разных народов, звезда в китайской системе принадлежит другому созвездию «Голова змеи» (蛇首, Shé Shǒu). Так как в состав данного астеризма входят α Hydri и β Reticuli, то сама α Hydri известна как 蛇首一 (Shé Shǒu yī, «Первая звезда Головы змеи»).